# Jordy Lucas
Jordy Lucas (Melbourne, Victoria; 3 de marzo de 1992) es una actriz australiana, más conocida por haber interpretado a Summer Hoyland en la serie de televisión australiana Neighbours.

## Biografía
En el 2008 Jordy fue seleccionada como la finalista femenina en Victoria de la competencia de Dolly Next Big Star. 

## Carrera
Entre el 2005 y el 2008, apareció como invitada en las series Blue Heelers y Bed of Roses.
En el 2009, apareció en el drama corto Shrapnel, donde dio vida a Dawn.
En el 2010, obtuvo su papel más importante en la televisión cuando se unió al elenco de la exitosa serie australiana Neighbours donde interpretó a Summer Hoyland, la hija de Max y Clarie Hoyland, hasta el 10 de enero de 2013, luego de que su personaje decidiera mudarse a París después de obtener una beca para estudiar periodismo. Anteriormente, del 2002 al 2007, el personaje de Summer fue interpretado por la actriz Marisa Siketa.

## Filmografía

### Series de televisión
| Año       | Serie        | Personaje      | Notas                         |
| --------- | ------------ | -------------- | ----------------------------- |
| 2010-2013 | Neighbours   | Summer Hoyland | 337 episodios                 |
| 2008      | Bed of Roses | Casey          | episodio "Reality Check"      |
| 2005      | Blue Heelers | Erin Pederson  | episodio "Getting the Bullet" |

### Películas
| Año  | Título            | Personaje  | Notas                                                                         |
| ---- | ----------------- | ---------- | ----------------------------------------------------------------------------- |
| 2015 | Spare Change      | Elizabeth  | junto a Lissa Lauria, Elyse Levesque, Curt Mega, Neil Grayston y Krista Allen |
| 2014 | The Out and Out's | Norma Jean | corto - junto a Jonathan Bennett, Chase Mowen, Ransom Ashley y Jaclyn Lopez   |
| 2009 | Shrapnel          | Dawn       | corto - junto a Danielle Horvat, Jess Dempsey y Sacha Koffman                 |